# لينور أوبيرت
لينور أوبيرت (بالإنجليزية: Lenore Aubert)‏ (18 أبريل 1918 - 31 يوليو 1993)، ممثلة أمريكية بدأت التمثيل عام 1938 واستمرت حتى عام 1952 .

## روابط خارجية
- لينور أوبيرت على موقع IMDb (الإنجليزية)
- لينور أوبيرت على موقع قاعدة بيانات الفيلم (الإنجليزية)
- لينور أوبيرت على موقع فايند أغريف